# René Bejarano
René Juvenal Bejarano Martínez (Ciudad de México, 11 de enero de 1957) es un maestro normalista, maestro universitario y político mexicano, miembro de Morena. Fue diputado federal plurinominal del Congreso de la Unión de 1991-1994.

## Carrera magisterial y política
Fue profesor de economía política en la Universidad Autónoma Metropolitana (UAM) de México y miembro del Comité Ejecutivo del Sindicato Único de Trabajadores de la Universidad Autónoma Metropolitana (SITUAM) en 1979; secretario de Organización del Comité Ejecutivo del SITUAM en Iztapalapa de 1978 a 1981. En el PRD, logró construir con su esposa, Dolores Padierna, la Corriente de Izquierda Democrática, la fuerza más importante del perredismo en la capital. En 1994 Padierna logra la coordinación de los asambleístas del PRD.
Fue el primer coordinador del Movimiento Sindical de Trabajadores de la Educación en Iztapalapa.
Fungió también como delegado fundador del Sindicato Único de Trabajadores Universitarios en 1979 y como secretario de Relaciones Obreras del Comité Delegacional del Partido Mexicano de los Trabajadores.
En 1985 la tragedia del terremoto del 19 de septiembre en México lo llevó a participar en la creación de la Coordinadora Única de Damnificados. Tres años más tarde, en 1988 fundó, junto con su esposa Dolores Padierna, la Unión Popular Nueva Tenochtitlán-Centro.
En 1989 se separa de la CUD para reintegrarse de lleno al movimiento magisterial que culminaría con la caída del dirigente del SNTE, Carlos Jonguitud Barrios. Años más tarde fue secretario de la sección X, la más grande en el país y en poder de la disidencia.
El 5 de mayo de 1989 Bejarano forma parte del grupo fundador del PRD, donde ha sido consejero nacional, diputado federal, presidente del PRD en el DF, coordinador de la campaña de Andrés Manuel López Obrador y diputado local.
Fue Diputado federal de la LV Legislatura, coordinador y fundador de la Corriente Izquierda Democrática del Partido de la Revolución Democrática en 1992, presidente del PRD en el Distrito Federal durante el periodo 1993-1995. Trabajó como maestro y además fue miembro activo y fundador de cuatro partidos políticos: el Partido Mexicano de los Trabajadores, el Partido Socialista Unificado de México, el Partido Socialista Revolucionario y el PRD.
En 1995 fue presidente del Movimiento Ciudadano y de 1997 a 1999 fue director general del gobierno de Cuauhtémoc Cárdenas. 
En 2003 fue elegido como diputado local a la Asamblea Legislativa del Distrito Federal por el distrito XXXI de Coyoacán. Una vez electo, fue nombrado Coordinador de la Fracción Parlamentaria del Partido de la Revolución Democrática en dicho órgano legislativo, desde donde fue el principal promotor de las reformas sociales del gobierno de Andrés Manuel López Obrador.

## Escándalo político
El 3 de marzo de 2004, en el programa El Mañanero, conducido por Víctor Trujillo, en su papel del payaso Brozo, el diputado del PAN Federico Döring presentó un video en el que aparecía René Bejarano, entonces coordinador del PRD en la Asamblea Legislativa del Distrito Federal (ALDF), recibiendo dinero del empresario argentino naturalizado mexicano Carlos Ahumada.
Posteriormente, Carlos Ahumada declaró que las grabaciones en su oficina particular fueron planeadas cuando llegó a un acuerdo con el senador Diego Fernández de Cevallos y con el expresidente Carlos Salinas de Gortari para que se dieran a conocer los videos por televisión y conseguir protección por la acusación que se le hizo de fraude por 31 millones de dólares, y ampliar así sus negocios en otras partes de la República.
En los momentos en los que se estaba presentando el video, Bejarano se encontraba en un estudio aledaño del mismo canal grabando una entrevista diferida sobre un tema distinto para otro programa de Televisa. El personal de Brozo invitó a Bejarano a su estudio, sin avisarle sobre el video. Tras la entrevista, Trujillo mostró al aire el vídeo a Bejarano quien también salía recibiendo dinero en los videos, sorprendido y perturbado, identificó al hasta entonces desconocido Carlos Ahumada.
El 5 de noviembre de 2004 la Procuraduría General de Justicia del Distrito Federal solicitó la orden de aprehensión contra René Bejarano, quien fue desaforado por la Asamblea Legislativa del Distrito Federal, con lo que se dio paso al proceso judicial. El 9 de noviembre de 2004, el juez 32 de lo penal, con sede en el Reclusorio Preventivo Sur, giró la orden correspondiente de aprehensión. René Bejarano fue notificado y trasladado al Reclusorio Sur el 10 de noviembre de 2004.
El 6 de julio del 2005, René Bejarano fue absuelto de las acusaciones (por razones no jurídicas). Esto obligó a la PGR a dar una disculpa pública por los daños morales causados a su persona y a su familia, que hasta la fecha no se ha dado.
Después se supo que otros políticos también recibieron recursos de Carlos Ahumada: Carlos Imaz exesposo de Claudia Sheinbaum y Ramón Sosamontes (cita requerida). Carlos Imaz reveló que el dinero llegó a manos de Rosario Robles, en ese entonces líder nacional del PRD, para la campaña de AMLO (cita requerida). Imaz decidió retirarse de la escena política pública.
En noviembre de 2008, Bejarano anunció su regreso a la vida política a través de un movimiento llamado Movimiento Nacional por la Esperanza.
Fue dirigente de la corriente política de PRD conocida como Izquierda Democrática Nacional (IDN) hasta el año 2017, fecha en la cual anunció su salida de dicho partido, para unirse al actual presidente de la república, Andres Manuel López Obrador en el partido MORENA (Movimiento Regeneración Nacional). 
Actualmente continua como dirigente del Movimiento Nacional por la Esperanza (MNE).
Y sigue siendo conocido pública y mediáticamente  como "El Señor de las Ligas", por haber pedido unas ligas para atar el dinero que les díó a Carlos Imaz, Ruben Sosamontes y él..